# Vulnerables
Vulnerables è una serie televisiva prodotta dal 1999 al 2001 e trasmessa da Canal 13. Il programma è stato scritto da Gustavo Belatti e Mario Segade.
Racconta la storia di un gruppo di terapia guidato dal Dr. Guillermo Segura e seguito da Jimena, una donna molto immatura, Roberto, un uomo con difficoltà relative alle donne, Antonio, un fotografo che non vuole accettare la sua relazione con una poliziotta e da Cecilia, Alejandra, Lidia, Gonzalo e Leopoldo Albarracín.
Il programma è stato ha ricevuto recensioni positive dalla critica. Ha ricevuto anche un buon apprezzamento dal pubblico e di rating, al mese di agosto del 1999 aveva una media di 13.1 di rating.
La serie e gli attori che la interpretano hanno ricevuto qualche premio e delle nomination. Nel 1999 la serie, Inés Estévez, Leonor Manso, gli autori hanno ricevuto un premio al Martín Fierro invece Alfredo Casero, Soledad Villamil, Jorge Marrale e i registi hanno ricevuto una candidatura sempre allo stesso premio. Nel 2000 Alfredo Alcón, Ines Estevez e gli autori hanno vinto un premio al Martín Fierro invece la serie, Alfredo Alcón, Soledad Villamil, Fernán Mirás, Nicolás Cabré, Leonor Manso, Cristina Banegas e Brian Yampolsky hanno ricevuto una candidatura.